# Vojna tretje koalicije
Vojna tretje koalicije je bila evropska vojna v letih 1803 do 1806. Bila je prvi spopad Napoleonskih vojn. Med vojno sta Francija in države, ki jih je osvojila, pod vodstvom Napoleona I. premagali zavezništvo imenovano Tretja koalicija. Tretjo koalicijo so sestavljale Sveto rimsko cesarstvo, Rusija, Britanija in druge. Glavni boji v Srednji Evropi so se končali z Napoleonovo zmago v bitki pri Austerlitzu leta 1805, vendar se je manjša kampanja nadaljevala v Italiji, dokler ni Napoleon zmagal tudi tam.